# Cursorius cursor
Cursorius cursor là một loài chim trong họ Glareolidae.

## Phân loài
- Cursorius cursor bogolubovi Zarudny 1885;
- Cursorius cursor cursor (Latham) 1787;
- Cursorius cursor exsul Hartert 1920.

## Hình ảnh

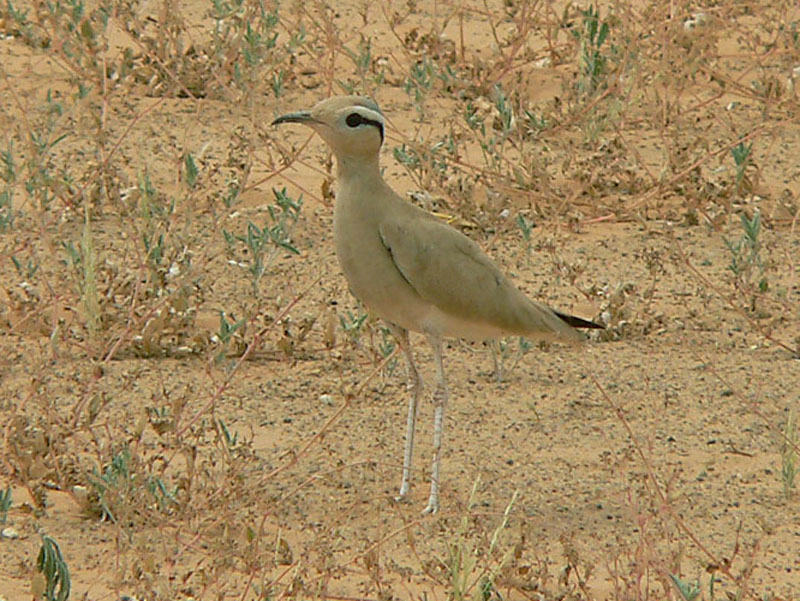
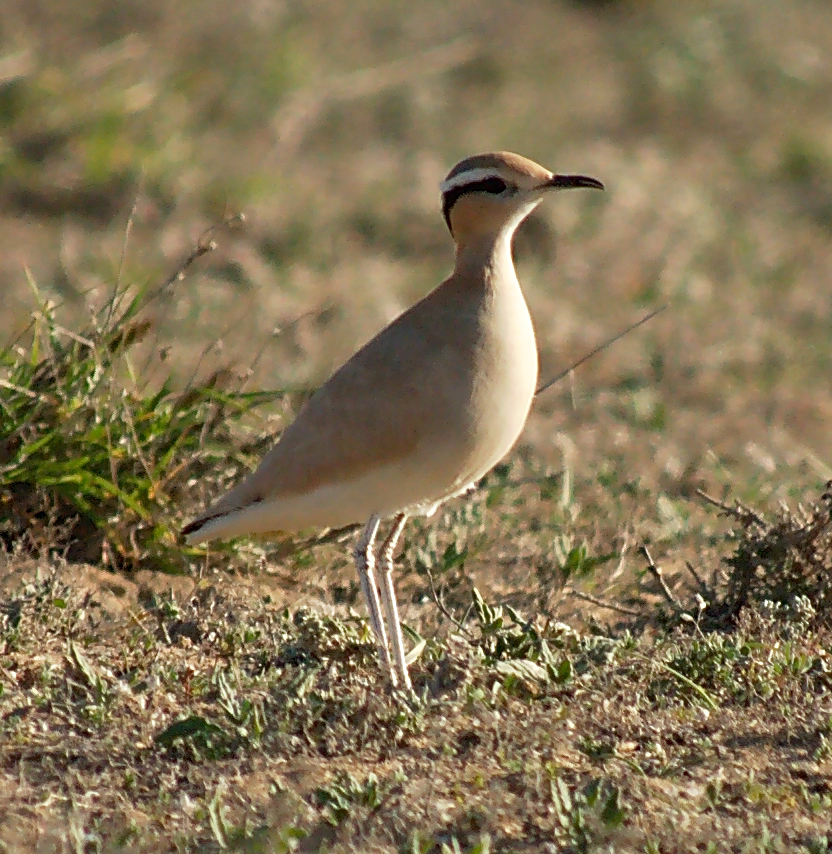
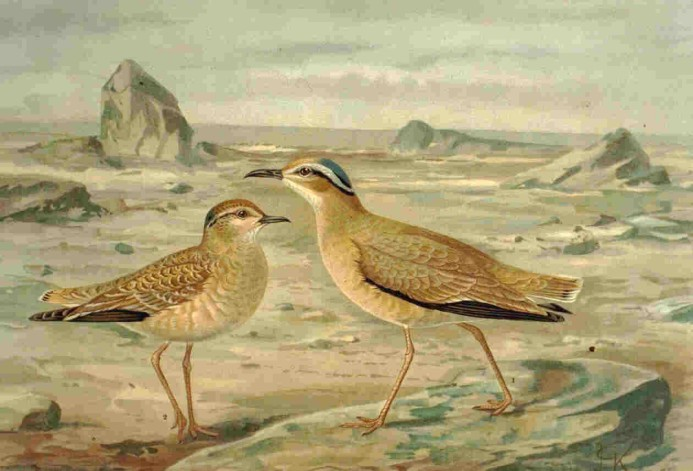

## Tham khảo

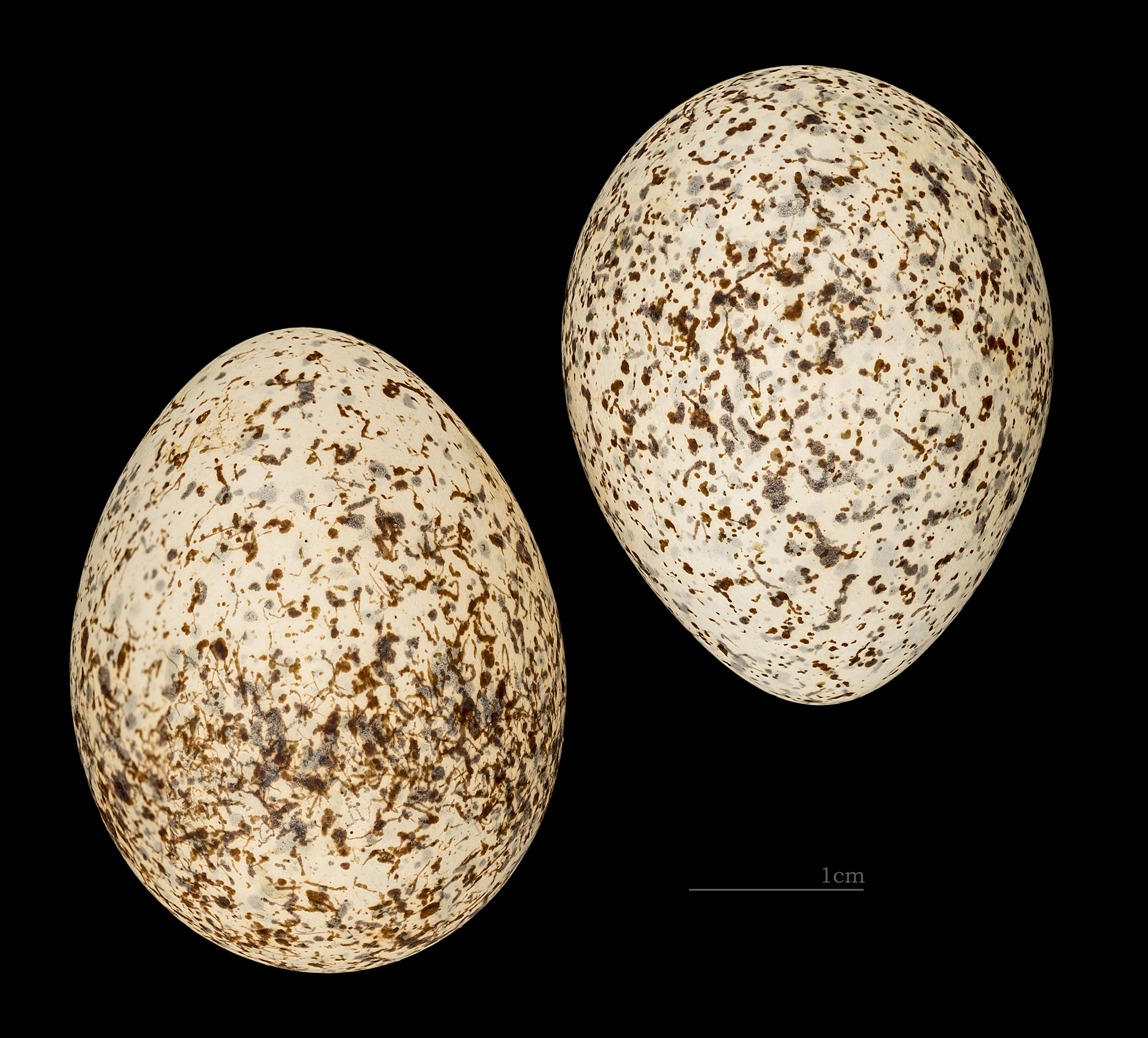
Trứng chim Cursorius cursor